# امامزاده پیر پلنگ
امامزاده پیر پلنگ مربوط به دوران‌های تاریخی پس از اسلام است و در شهرستان کهگیلویه، دیشموک، داخل قبرستان (جنوب غربی فلکه دیشموک) واقع شده و این اثر در تاریخ ۲۴ فروردین ۱۳۸۲ با شمارهٔ ثبت ۸۳۱۶ به‌عنوان یکی از آثار ملی ایران به ثبت رسیده است.